# Kirchenstraße (München)
Die Kirchenstraße ist eine Innerortsstraße im Stadtbezirk Au-Haidhausen (Nr. 5) von München.

## Verlauf
Die Straße beginnt an der Inneren Wiener Straße beim Max-Weber-Platz und verläuft durch das Zentrum von Haidhausen bis zum Haidenauplatz, an dem die Orleansstraße und die Grillparzerstraße mit ihr zusammentreffen. Dort geht sie in die Berg-am-Laim-Straße über, die ab der Kreuzung mit dem Mittleren Ring einen Teil der Bundesstraße 304 in Richtung Salzburg bildet. Die westlich der alten Pfarrkirche gelegene leicht ansteigende platzartige Erweiterung wurde früher als Kirchplatz bezeichnet. Der Namenswechsel zur Berg-am-Laim-Straße erfolgte bis in die 1960er Jahre bereits an der Kreuzung mit der Elsässer Straße/Flurstraße bei Hausnr. 64.

## Öffentlicher Verkehr
Auf der Straße verkehren keine öffentlichen Verkehrsmittel. Jedoch ist sie durch den nahegelegenen U-Bahnhof Max-Weber-Platz, den die U-Bahn-Linien U 4 und U 5 bedienen, Straßenbahnanschlüsse am Max-Weber-Platz und am Haidenauplatz sowie durch eine auf der Elsässer Straße/Flurstraße querende Buslinie der Münchner Verkehrsgesellschaft (MVG) gut erschlossen.

## Namensgeber
Die Straße ist nach den beiden Haidhauser Kirchen, der Neuen Pfarrkirche St. Johann Baptist und der Alten Pfarrkirche gleichen Namens, benannt. Die in einigen eingemeindeten Stadtteilen wie Obermenzing und Solln bestehenden Kirchenstraßen wurden umbenannt.

## Charakteristik

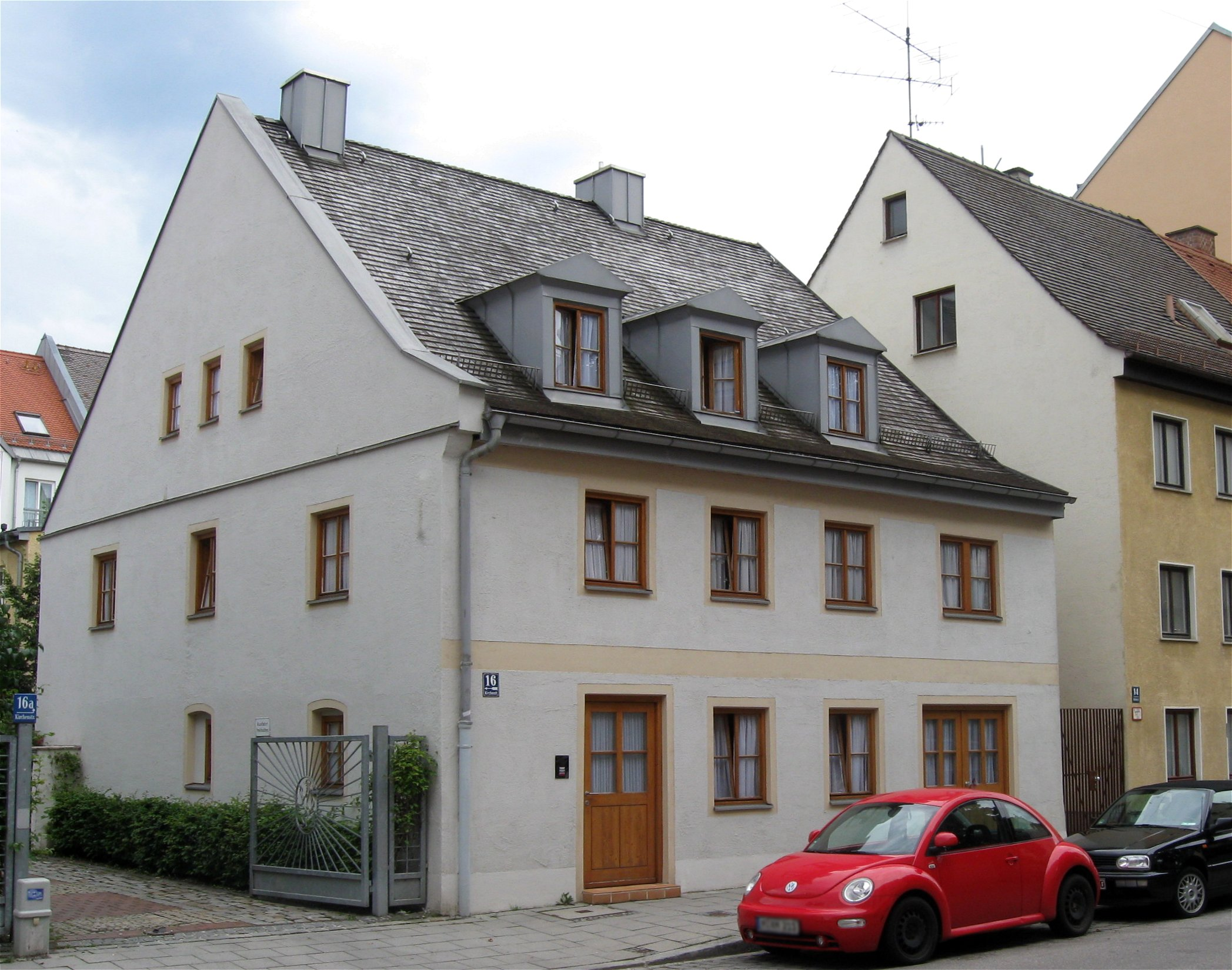
Kleinhaus Kirchenstraße 16

Die Haidhauser Vorstadtstraße wirkt ganz und gar nicht großstädtisch. Die geschichtliche und gestalterische Komplexität Haidhausens zeigt sich deutlich in seiner alten Hauptstraße, der Kirchenstraße, wo Kleinhausbebauung des frühen und mittleren 19. Jahrhunderts, Mietshäuser des späten 19. Jahrhunderts und Bauten noch dörflichen Zuschnitts noch unverbunden nebeneinander stehen. Die Straße ist teilweise als Fahrradstraße ausgewiesen.

## Denkmalgeschützte Bauwerke

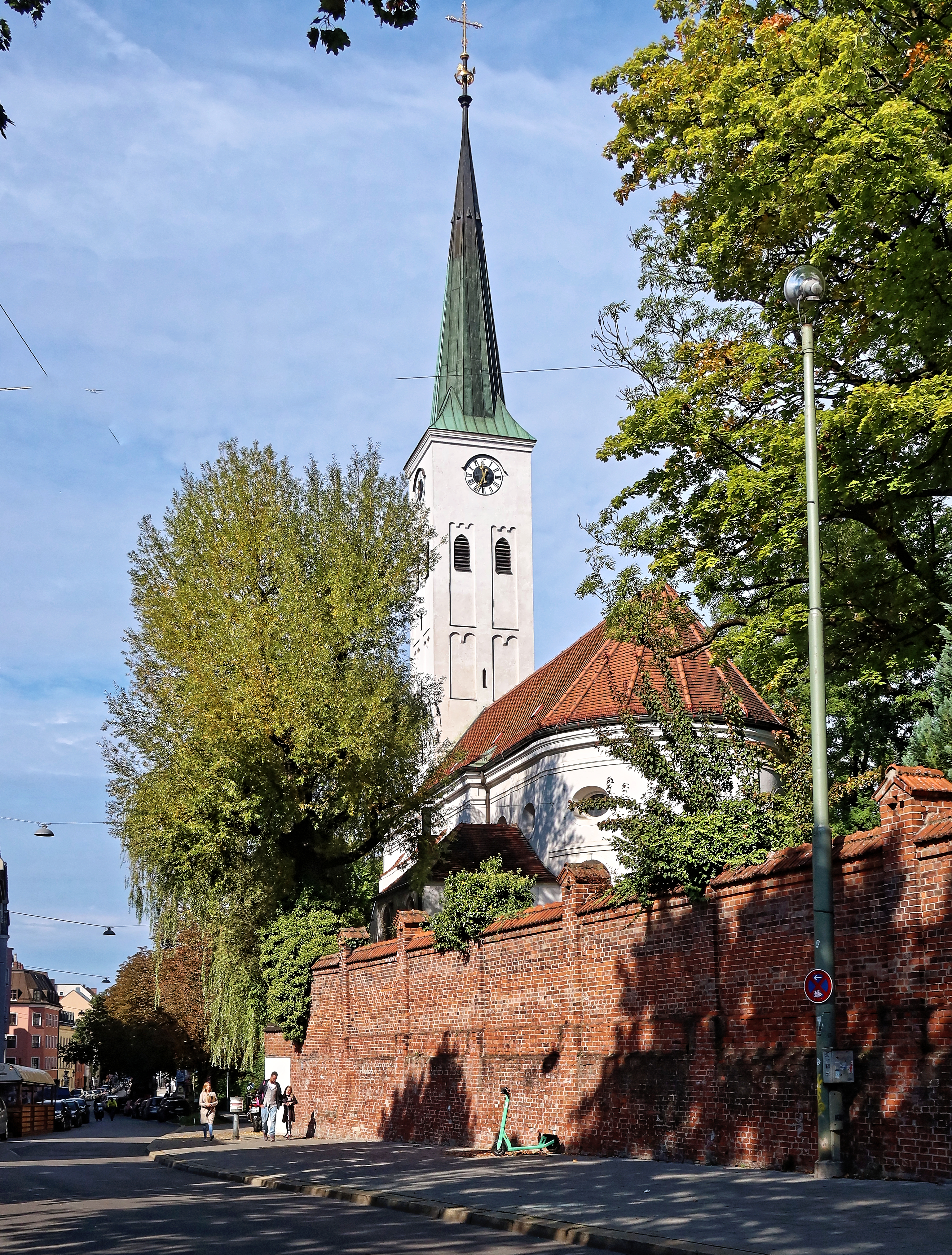
Alte Pfarrkirche St. Johann Baptist

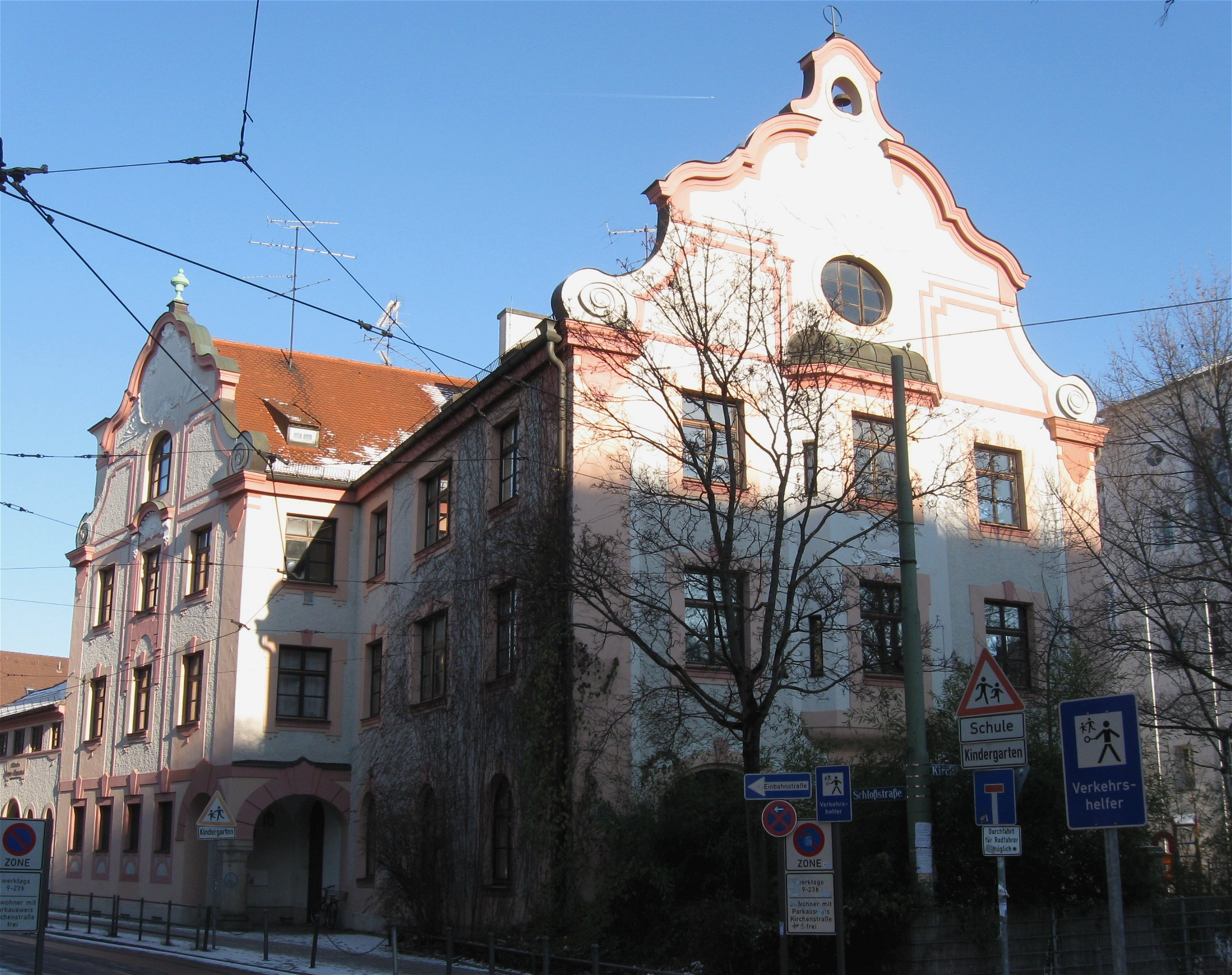
Kirchenstraße 9

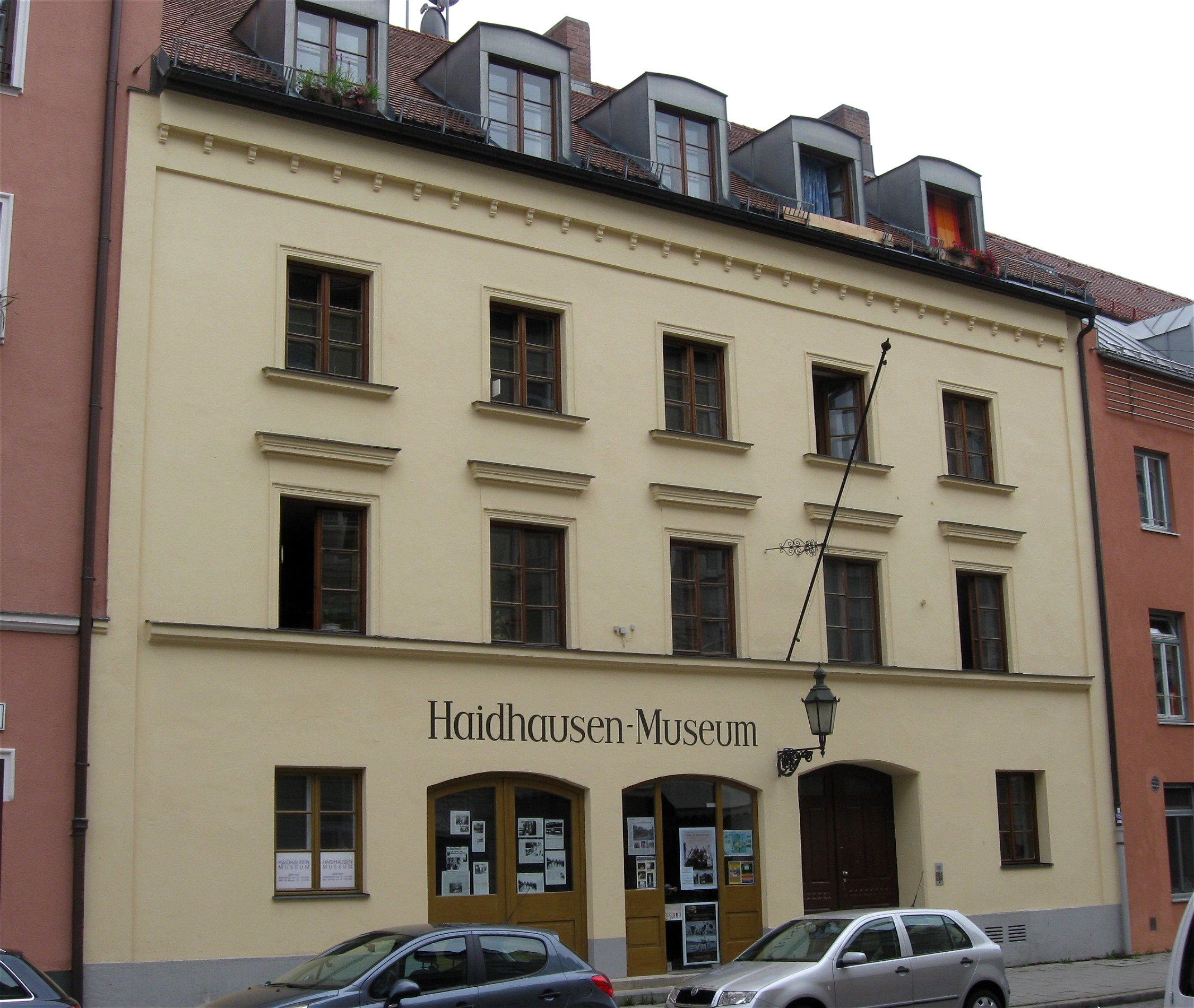
Haidhausen-Museum

- Denkmalgeschützte Häuser sind Nr. 2, 5, 6 (Kolpinghaus), 7, 8, 9 (sehr malerischer neubarocker Gruppenbau in städtebaulich wirkungsvoller Lage, 1894/95 von Carl Hocheder)[5], 12, 15, 16, 18, 20, 21, 23, 24 (Haidhausen-Museum), 25, 26, 27, 37 (Pfarrhaus), 38 (ehemalige Gaststätte Zur Alten Kirche), 42, 44, 46, 48, 50, 52, 54, 54a, 54c, 56, 58, 60, 62, 64, 64a, 64b, 64c, 67, 68/70 (ehemalige Farbenfabrik Huber), 69, 72, 94 und 97 sowie die alte Pfarrkirche (Nr. 39). Einzelheiten siehe die Liste der Baudenkmäler in Haidhausen.

## Sozialeinrichtungen

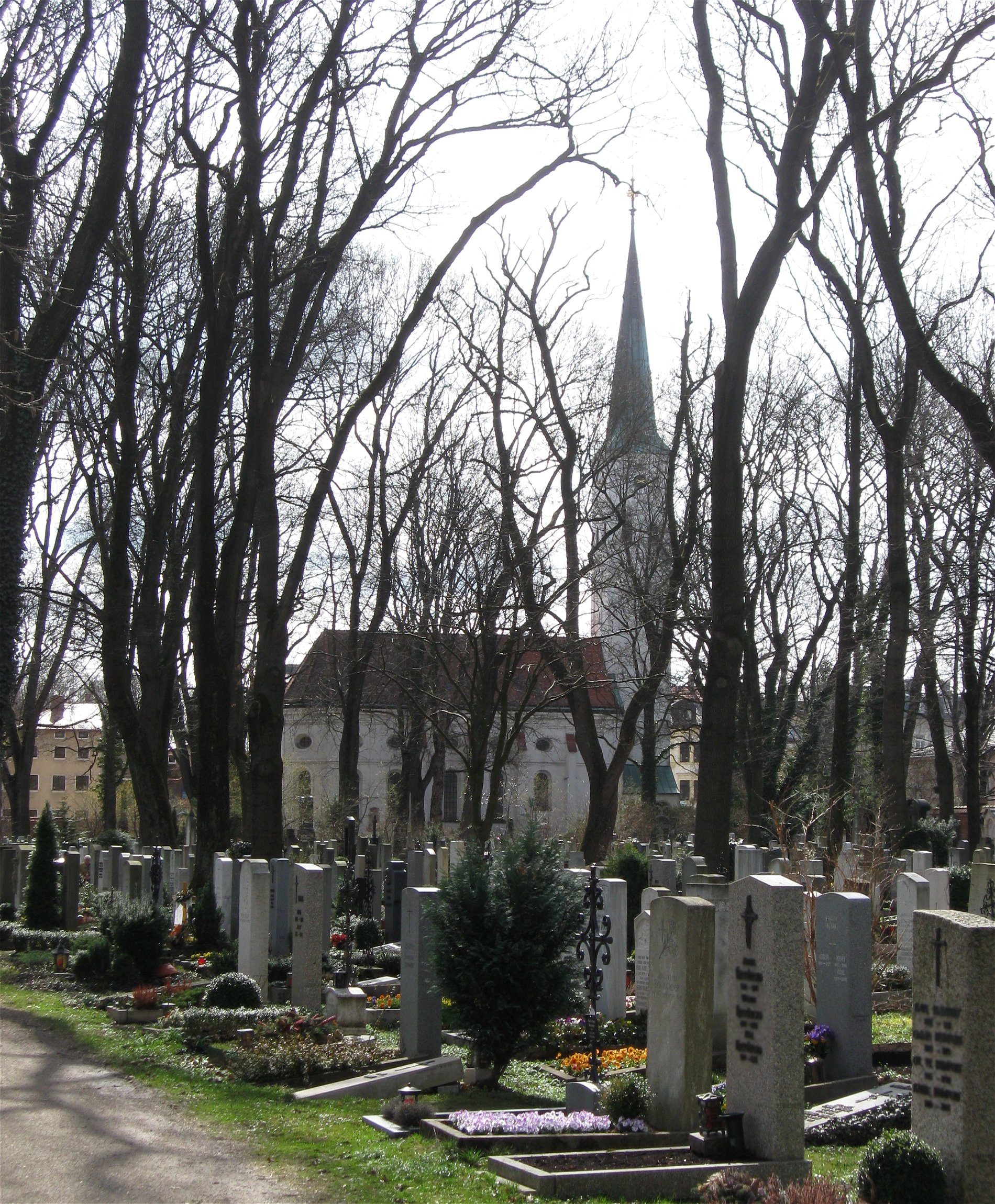
Friedhof Haidhausen

- Friedhof Haidhausen, an der alten Pfarrkirche.